# Planeiltal

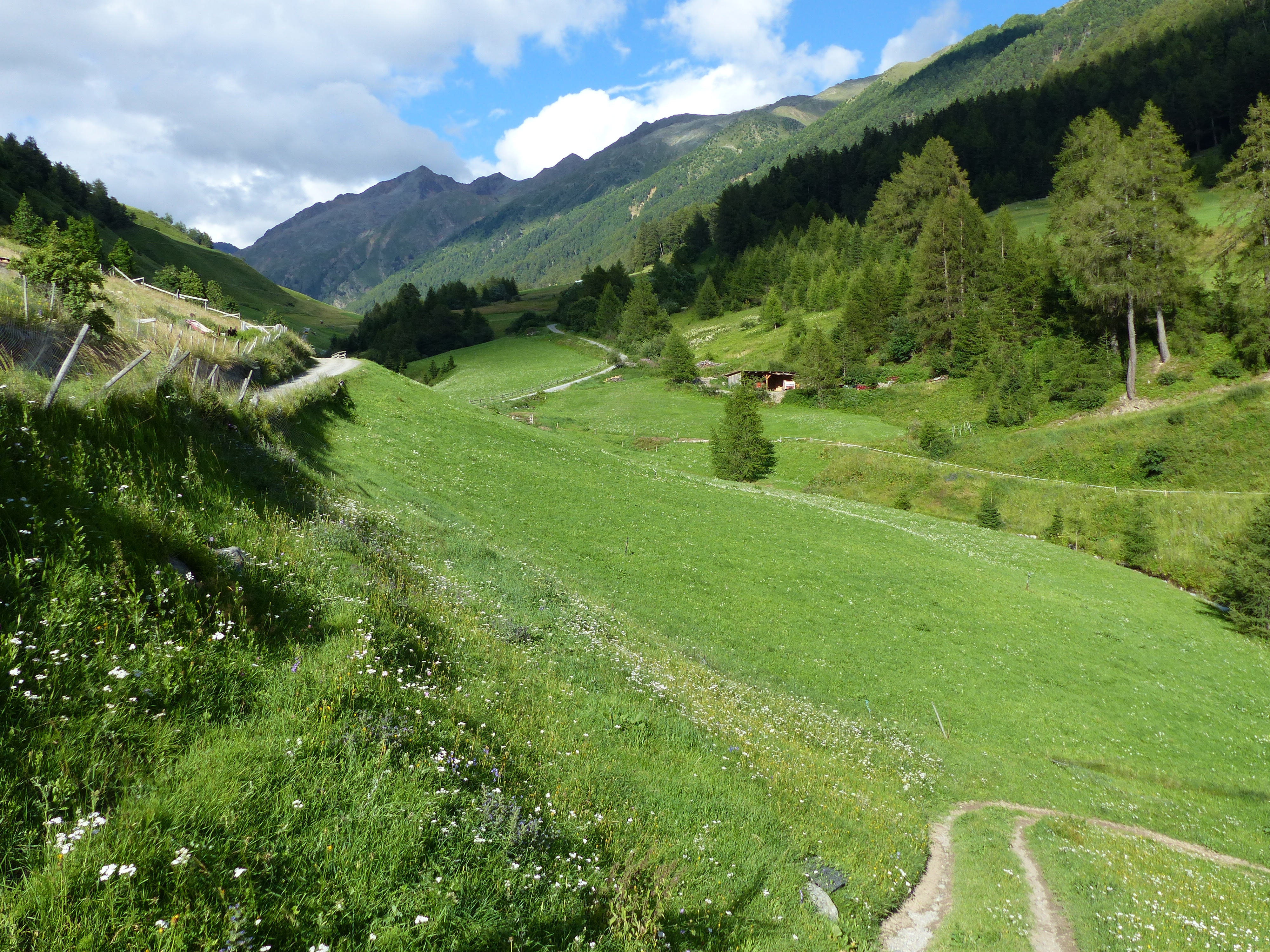
Blick auf das Planeiltal

Das Planeiltal, auch einfach Planeil genannt, ist ein orographisch linkes Seitental des Vinschgaus bzw. oberen Etschtals in Südtirol. Es zweigt an der Malser Haide in nordöstliche Richtung ab und führt in die Planeiler Berge hinein, eine Untergruppe der Ötztaler Alpen. Dort ragen zahlreiche Dreitausender auf, darunter etwa der Rabenkopf (3393 m), die Falbanairspitze (3199 m) und der Danzebell (3148 m). Entwässert wird das Planeiltal von der bzw. vom Puni, einem Nebenfluss der Etsch. Die einzige Ortschaft des Tals ist Planeil auf 1599 m Höhe nahe dem Talausgang. Administrativ gehört das gesamte Planeiltal zur Gemeinde Mals.